# Natalya Coyle
Natalya Coyle (Dublin, 11 de dezembro de 1980) é uma pentatleta irlandesa. 

## Carreira
Coyle representou seu país nos Jogos Olímpicos de Verão de 2016, terminando na sexta colocação.